# Mychajlo Korol
Mychajlo Korol, cyrilicí Михайло Король (15. září 1856 Nesluchiv – 15. července 1925 Žovkva), byl rakouský právník a politik ukrajinské (rusínské) národnosti z Haliče, na počátku 20. století poslanec Říšské rady.

## Biografie
Působil jako právník a veřejný činitel. Roku 1876 vystudoval akademické gymnázium ve Lvově a v letech 1876–1880 studoval na Lvovské univerzitě. Roku 1882 získal titul doktora práv na Jagellonské univerzitě. Od roku 1888 pracoval jako advokát v Žovkvě. V letech 1889–1895 a 1908–1914 byl poslancem Haličského zemského sněmu.
Působil i jako poslanec Říšské rady (celostátního parlamentu Předlitavska), kam usedl ve volbách do Říšské rady roku 1901 za kurii venkovských obcí v Haliči, obvod Žovkva, Sokal, Rava-Ruska. Mandát získal i ve volbách do Říšské rady roku 1907, poprvé konaných podle všeobecného a rovného volebního práva. Uspěl za obvod Halič 62.
V roce 1901 se uvádí jako starorusín. Zasedal pak v parlamentním Rusínském klubu. Po volbách roku 1907 patřil do parlamentního Starorusínského klubu. Profiloval se starorusínsky, ale odmítal rusofilské tendence.
Po rozpadu Rakouska-Uherska v angažoval v krátce existující Západoukrajinské republice a v letech 1918–1919 byl okresním komisařem v Žovkvě. Za své aktivity v tomto ukrajinském státním útvaru byl pak v roce 1919 vězněn polskými úřady poté, co byla východní Halič ovládnuta Polskem. Později se angažoval v ukrajinských kulturních a družstevních spolcích. Ve 20. letech patřil do politické strany Ukrajinské národně demokratické sjednocení (Українське національно-демократичне об'єднання), která zastupovala početnou ukrajinskou menšinu v meziválečném Polsku.
Zemřel v červenci 1925.